# Пётр Ивер
Пётр Ивер (груз. პეტრე იბერი, ок. 411—491) — епископ Маюма близ Газы, основатель первого грузинского монастыря в Вифлееме. В грузинском Часослове, напечатанном по повелению католикоса Вахтанга в 1710 году в Тифлисе, «св. Петр, епископ Майумский» был помещён под 2 числом декабря, но уже в Часослов 1722 года память о Петре Ивере включена не была. Нет её и в современных святцах грузинской церкви.
Грузинский царевич, сын царя Босмариоса, первоначально носил имя Мурван (Мурваназ). В 423 году послан политическим заложником в Константинополь, где получил глубокое философское, теологическое, медицинское образование под покровительством императрицы Евдокии, жены Феодосия II. Отправился в паломничество в Иерусалим вместе со своим учителем Митридатом, где принял монашество под именем Петра (а Митридат — под именем Иоанна). В Палестине он занимался философско-теологической деятельностью, а также параллельно занимался врачеванием. В 430 году основал грузинский монастырь в Вифлееме и назвал его «Грузинский монастырь». В 445 году принял священство, в 452 году несколько месяцев был епископом Маюмы. Основал больницу и лично принимал больных, пока христиане не были оттуда изгнаны местным правителем; оттуда Пётр переехал в Египет, но затем вернулся на Ближний Восток.
По данным средневековых источников, Пётр написал несколько известных богословских трудов и имел множество учеников, однако сочинений, подписанных его именем, не сохранилось. По гипотезе Ш. Нуцубидзе и бельгийского ученого Э. Хонигмана, Пётр Ивер является автором знаменитых сочинений, подписанных именем Дионисия Ареопагита
Длительное время Пётр Ивер был в лагере противников Халкидонского собора, но в исторической науке остается дискутируемым вопрос о том, принял ли он Халкидон в итоге. По крайней мере, вероятность того, что Пётр примирился с халкидонитами вслед за императрицей Евдокией, можно оценить как достаточно высокую.
Сохранились две версии его жития: сирийская (первоначально написанная его учеником Иоанном Руфом по-гречески, перевод VIII века) и грузинский перевод, выполненный не ранее XIII века с сирийского Жития, написанного современником Петра Захарией Ритором, епископом Митилены.